# Женская сборная Бразилии по хоккею на траве
Женская сборная Бразилии по хоккею на траве — женская сборная по хоккею на траве, представляющая Бразилию на международной арене. Управляющим органом сборной выступает Конфедерация хоккея на траве и индорхоккея Бразилии (порт. Confederação Brasileira de Hoquei sobre a Grama e Indoor).
Сборная занимает (по состоянию на 6 июля 2015) 49-е место в рейтинге Международной федерации хоккея на траве (FIH).

## Результаты выступлений

### Мировая лига
- 2012/13 — 29-е место (выбыли во 2-м раунде)
- 2014/15 — не участвовали

### Панамериканские игры
- 1987—2003 — не участвовали
- 2007 — 8-е место
- 2011—2015 — не участвовали

### Южноамериканские игры
- 2006 — 4-е место
- 2010 — турнир по хоккею на траве не проводился
- 2014 — 4-е место

### Чемпионат Южной Америки
- 2003 — не участвовали
- 2006 — 4-е место
- 2008 — 4-е место
- 2010 — 4-е место
- 2013 — 4-е место
- 2014 — 4-е место[2]